# Żerocin (gmina)
Żerocin – dawna gmina wiejska istniejąca w latach 1809–1954 na Lubelszczyźnie. Siedzibą gminy był Żerocin.
Gmina Żerocin jako jednostka jednowioskowa powstała w 1809 roku w Księstwie Warszawskim. Po podziale Królestwa Polskiego na powiaty i gminy z początkiem 1867 roku gmina weszła w skład w powiatu radzyńskiego w guberni siedleckiej (od 1912 gubernia lubelska).
W 1919 roku gmina weszła w skład woj. lubelskiego i składała się z następujących wsi: Żerocin, Danówka, Dołha, Leszczanka, Pereszczówka, Puhacze, Rogozneczka, Sokole, Surmacze, Szachy, Sitno, Strzyżówka, Utrówka i Witoroż.
1 grudnia 1933 z gminy Żerocin wyłączono wieś Smolne Piece (a właściwie zachodnią część przeciętej wsi Smolne Piece o powierzchni 116,6 ha, położonej przy samej granicy gminy Sitnik) i włączono ją do gminy Sitnik w powiecie bialskim.
Podczas okupacji gmina należała do dystryktu lubelskiego (w Generalnym Gubernatorstwie).
Według stanu z dnia 1 lipca 1952 roku gmina Żerocin składała się z 14 gromad. Jednostka została zniesiona 29 września 1954 roku wraz z reformą wprowadzającą gromady w miejsce gmin. Z obszaru gminy utworzono Gromadzkie Rady Narodowe w Dołdze, Witorożu i Żerocinie. Po reaktywowaniu gmin z dniem 1 stycznia 1973 roku gminy Żerocin nie przywrócono a jej obszar wszedł w skład gminy Drelów.